# Австралазийски бъз
Австралазийският бъз (Sambucus australasica) е вид бъз, разпространен в Нова Гвинея и източните части на Австралия.

## Описание
Вечнозелено растение, което достига до 4 m височина. Цветовете са бели. Плодовете са жълти, с диаметър около 5 mm. Употребявали са се от аборигените. Вирее на височина до 1000 m н.в. и при годишна сума на валежите от 900 до 1800 mm.
Цъфти от януари до април. Плододава през май.